# اگنس (۱۸۷۷)
اگنس (۱۸۷۷) (به انگلیسی: Agnes (1877)) یک کشتی بود که طول آن 22.95  m بود. این کشتی در سال ۱۸۷۷ ساخته شد.